# Copywriter
Een copywriter is een tekstschrijver die is gespecialiseerd in het schrijven van reclametekst en andere wervende teksten. Samen met een art director bedenkt een copywriter reclameconcepten.

## Opleiding
Een copywriter heeft soms, maar lang niet altijd, een taalkundige opleiding gevolgd. Copywriters kunnen ook een journalistieke of communicatieopleiding hebben gevolgd (of in het geheel geen opleiding). In tegenstelling tot de tekstschrijver is de copywriter namelijk niet per se geïnteresseerd in grammatica of spelling, maar in het bewerkstelligen van een actie bij de lezer. En daarvoor zijn weer heel andere capaciteiten benodigd. De meeste copywriters leren hun vak dan ook pas goed in de praktijk. Er worden wel tal van cursussen aangeboden waarmee de copywriter zich verder kan bekwamen: verkoopbrieven opstellen, aantrekkelijke folders maken, rekening houden met vindbaarheid in zoekmachines enz. Hij moet ook gevoel hebben voor sociale media, omdat veel campagnes via die media verlopen. Daarnaast moet hij weten hoe je websites vindbaar maakt in zoekmachines en moet hij weten van consumentenpsychologie en marketing. Copywriters schrijven hun teksten vaak in slechts één taal.

## Beroepspraktijk
Een copywriter is in het algemeen verbonden aan een reclamebureau of werkt zelfstandig. Hij doet echter meer dan alleen teksten schrijven. Vaak staat de copywriter, meestal samen met de artdirector, ook aan de basis van het reclameconcept. Samen met de artdirector bepaalt hij het thema van een campagne, waarbij zij zich baseren op de communicatiestrategie van de opdrachtgever en gedetailleerde informatie over product, markt en doelgroep. Pas als het concept in grote lijnen is ontwikkeld, begint de copywriter de campagne voor de verschillende media vorm te geven.
Copywriters schrijven dan afhankelijk van het doelpubliek zakelijke en commerciële teksten voor websites, folders, brochures, e-mailings of postmailings, verkoopbrieven, nieuwsbrieven, personeelsbladen of advertenties. Copywriters zijn ook nauw betrokken bij de productie van reclamefilms en televisiereclamespotjes en bij reclamebordcampagnes.
Hun teksten en concepten hebben vaak persuasieve doelen. Ze moeten een lezer overtuigen, motiveren en aanzetten om een product of dienst te kopen. Ook kan zijn tekst tot doel hebben om een merk bekender en geliefder te maken. Dat staat tegenover neutrale teksten die de lezer over een onderwerp moeten voorlichten of inlichten, zoals een patiëntenfolder of een persbericht. Copywriters schrijven soms ook wel zulke teksten.

### Kunstmatige intelligentie
De kans bestaat dat copywriters in de toekomst meer en meer te maken krijgen met kunstmatige intelligentie (KI), waarmee hun werk verlicht of zelfs vervangen wordt. Sedert de jaren 2010 bestaan hiervoor ook grafische tools zoals Canva.